# Tokelo Rantie
Tokelo Anthony Rantie (Parys, 8 de setembro de 1990) é um futebolista sul-africano que atua como atacante. Atualmente, joga pelo clube inglês Bournemouth.

## Carreira
Rantie representou o elenco da Seleção Sul-Africana de Futebol no Campeonato Africano das Nações de 2015.